# Бончук (стадион)
 Тази статия е за стадионът.  За други значения вижте Бончук (пояснение).  
„Бончук“ е стадион в град Дупница, България.
На него домакинските си мачове играе футболният отбор на ПФК „Марек“ от Б футболна група.
Стадион „Бончук“ е открит през 1952 г. Разполага с 16 050 места. Става основен стадион на обединения ФК „Марек“.
На този стадион „Марек“ е играл 29 сезона в А група и 22 в Б група. Там са играни и много международни мачове с водещи отбори.
Наименуван е по псевдонима Бончук на партизанина Никола Чуковски – заместник-командир на Дупнишкия партизански отряд, загинал близо до село Яребковица край Сапарева баня.
Община Дупница предоставя стадион „Бончук“ за безвъзмездно ползване на футболния клуб „Марек“ за срок от 10 години през април 2021 г.